# Fiuminata
Fiuminata ist eine italienische Gemeinde (comune) mit 1260 Einwohnern (Stand 31. Dezember 2023) in der Provinz Macerata in den Marken. Die Gemeinde liegt etwa Kilometer von Macerata am Monte Vermenone und am Potenza und grenzt unmittelbar an die Provinzen Ancona und Perugia (Umbrien). Fiuminata gehört zur Comunità montana Alte Valli del Potenza e Esino; der Verwaltungssitz der Gemeinde befindet sich im Ortsteil Massa.

## Persönlichkeiten
- Leonida Barboni (1909–1970), Kameramann